# Заліян (бахш)
Заліян (перс. زاليان) — бахш в Ірані, в шагрестані Шазанд остану Марказі. За даними перепису 2006 року, його населення становило 42665 осіб, які проживали у складі 11108 сімей.

## Дегестани
До складу бахша входять такі дегестани:
- Заліян
- Нагр-е Міян
- Поль-е Доаб